# Yogeshwar Dutt
Yogeshwar Dutt, hind. योगेश्वर दत्त (ur. 2 listopada 1982) – indyjski zapaśnik startujący w stylu wolnym, brązowy medalista olimpijski, dwukrotny mistrz Azji.
Czterokrotny uczestnik igrzysk olimpijskich: XVIII - 2004, IX - 2008, III - 2012, XXI - 2016 (kategoria 65 kg), brązowy medalista igrzysk olimpijskich w Londynie w kategorii 60 kg.
Złoty medalista igrzyskach azjatyckich w 2014 i brązowy w 2006. Dwukrotny mistrz Azji w 2008 i 2012. Piąty w mistrzostwach świata w 2006. Złoty medal igrzysk wspólnoty narodów w 2010 i 2014. Mistrz Wspólnoty Narodów w 2005 i 2007 w stylu wolnym i w drugi w tych samych latach w stylu klasycznym.
- Turniej w Atenach 2004

Przegrał z Azerem Namiqiem Abdullayevem i Japończykiem Chikara Tanabe. 
- Turniej w Pekinie 2008

Wygrał z Kazachem Bauyrżanem Orazgalijewem a w ćwierćfinale przegrał z Japończykiem Ken’ichi Yumoto. 
- Turniej w Londynie 2012

Pokonał Franklina Gómeza z Portoryko, Masuda Esmailpura z Iranu, zawodnika Korei Północnej Ri Jong-Myonga i Bułgara Anatolie Guidea. Przegrał z Rosjaninem Biesikiem Kuduchowem.
W roku 2009 został laureatem nagrody Arjuna Award.